# أرينجة ذنبية
أرينجة ذنبية (الاسم العلمي:Arenga caudata) هي نوع من النباتات تتبع جنس الأرينجة من الفصيلة الفوفلية.